# StellwerkSim
StellwerkSim ist eine spielerische Stellwerksimulation. Es wird ein stark vereinfachter Eisenbahnbetrieb aus der Sicht eines Fahrdienstleiters simuliert. Abgebildet sind reale Strecken in Deutschland, Österreich, Frankreich, Polen, Tschechien, Großbritannien, Italien, Schweden, Dänemark, Luxemburg, Belgien, den Niederlanden und der Schweiz. Außerdem gibt es auch die fiktive Region Merxferri und diverse historische Stellwerke. StellwerkSim erschien das erste Mal im Jahr 2004. Damals wurde StellwerkSim noch von Jürgen Schmitz alleine betreut. 2013 hat der Verein StellwerkSim Betriebsverein e. V. die Webseite und das Spiel übernommen. Stand Mai 2024 sind ca. 61 000 Mitglieder registriert.

## Spielprinzip

### Stellwerke
Das ganze Spiel ist in Stellwerke gegliedert. Ein Stellwerk bildet einen Bahnhof, einen Teil einer Strecke oder eine ganze Strecke ab. In jedem Stellwerk findet man einen abstrakten Gleisplan. Auf diesem sind die Gleise, Weichen, Signale, Bahnübergänge, Rangiersignale und Ein- und Ausfahrten eingezeichnet. Der Gleisplan ist denen von Relaisstellwerken nachempfunden. Der Spieler kann mittels Drücken des Start- und Zielsignals eine Fahrstrasse stellen. Danach werden automatisch alle Weichen geschaltet und das Signal springt auf Fahrt. Eine Fahrstrasse wird im Gleisplan weiß hinterlegt. Überall dort, wo ein Zug steht, ist der Gleisplan rot hinterlegt. Wenn ein Zug über eine Fahrstrasse fährt, wird diese hinter dem Zug aufgelöst und es können weitere Fahrstrassen gestellt werden. Durch Ein- und Ausfahrten erreichen respektive verlassen Züge das Stellwerk. Displays auf dem Gleisbild zeigen, wenn ein Zug den Block belegt, dessen Zugnummer an.

#### Neue Stellwerke
Neue Stellwerke werden durch Erbauer gebaut. Danach werden die Züge geplant und erstellt. Wenn diese Schritte abgeschlossen sind, durchläuft ein Stellwerk und deren Züge eine Qualitätssicherung. Danach wird es von Testern getestet und allenfalls nachgebessert. Wenn das Stellwerk bei allen Schritten für in Ordnung befunden wird, kann es von einem Admin online geschaltet werden. Somit ist sichergestellt, dass nur Stellwerke online geschaltet werden, die auch einem gewissen Qualitätsstandard entsprechen.

#### Umbau
Ein Stellwerk, das im Umbau ist, wird den Spielern als „im Bau“ angezeigt und ist nicht spielbar. Nach dem Umbau durchläuft es den gleichen Qualitätssicherungsprozess wie ein neues Stellwerk.

#### Merxferri
Merxferri ist eine fiktive Region im StellwerkSim. Dort finden sich zahlreiche Stellwerke, die sich vor allem für fortgeschrittene Spieler eignen. Merxferri besitzt ein dichtes und auch sehr stark befahrenes Schienennetz. Auch ist dort eine bessere Einheit zu finden als in anderen Regionen.

### Fahrplan
Jeder Zug hat einen eigenen Fahrplan, welcher dem Spieler zeigt, wo er ihn durchleiten muss. In diesem sind auch die Zeiten vermerkt, wann der Zug an welchem Bahnsteig halten muss und wann er wieder weiterfährt. Wenn ein Zug eine spezielle Aktion am Bahnsteig macht, so ist diese auch im Fahrplan vermerkt. Dies kann zum Beispiel ein Richtungswechsel sein. Züge können auch andere Züge flügeln und kuppeln. Ab und zu kommt auch ein Lokwechsel vor. Im Fahrplan wird ein Zug rot hinterlegt wenn er vor einem roten Signal steht. Das gilt es als Spieler möglichst zu vermeiden, denn dadurch entstehen Verspätungen, die auch Auswirkungen auf andere Züge haben.

### Spieleabende
Bei Spieleabenden verabreden sich mehrere Spieler für einen Bereich, in dem sie möglichst viele Stellwerke besetzten wollen. Es können auch Züge statt über den regulären Laufweg über andere Stellwerke umgeleitet werden. Spieleabende werden im Forum vorgeschlagen und dann angelegt, sodass jeder Spieler ein Stellwerk für sich reservieren kann. Dieses Stellwerk kann beim Start des Spieleabends nur vom angemeldeten Spieler betreten werden. Erscheint ein Spieler mehrere Male nicht bei einer Anmeldung, wird er für die Spieleabendanmeldung gesperrt.

### Spielmodi

#### Online
Im Onlinemodus werden die Züge von einem Stellwerk über die Übergabepunkte direkt in ein Nachbarstellwerk weitergegeben. Jeder Spieler hat somit einen Einfluss auf die anderen Stellwerke. Wenn ein Zug ein Stellwerk mit 5 Minuten Verspätung verlässt wird er auch im Nachbarstellwerk noch 5 Minuten Verspätung haben, was unter Umständen zu Problemen im Nachbarstellwerk führen kann. Wenn ein Onlinespiel verlassen wird, muss eine kleine Pause bis zum nächsten Onlinespiel abgewartet werden. Diese Maßnahme verhindert „Dauerspringer“.

#### Übungsmodus
Im Übungsmodus werden die Züge nicht weitergegeben. Es ist also nicht so schlimm wenn man Verspätungen generiert. Der Übungsmodus dient zum Ausprobieren von Stellwerken, ohne dass andere Spieler negativ beeinflusst werden. Als Anfänger sollte man ein Stellwerk zuerst im Übungsmodus spielen damit man mit dem Stellwerk vertraut wird.

## Forum
StellwerkSim besitzt ein eigenes Forum. Dort werden Fragen zum Spiel geklärt und Neuigkeiten publiziert. Bewerbungen als Erbauer, Tester, oder Störungshotliner werden auch dort angebracht. Im Forum werden auch Spieleabende vorgeschlagen. Es gibt auch ein Unterforum in dem viele Plugins für den StellwerkSim beschrieben sind. Es ist auch die erste Anlaufstelle bei Problemen.

## Handbuch
Es gibt auch ein Handbuch/Wiki für den StellwerkSim. Dieses basiert auf DokuWiki.

### Spielerhandbuch
Im Spielerhandbuch sind jegliche Funktionen für Spieler dokumentiert und beschrieben. Für Einsteiger gibt es dort auch Tutorials. Für die häufigsten Probleme und Fragen existiert ein FAQ.

### Erbauerhandbuch
Im Erbauerhandbuch richtet sich an alle Erbauer von Stellwerken. Dort sind alle Funktionen von Gleiseditor etc. beschrieben.

## StiTz
StiTz steht für „StellwerkSim internes Telefonnetz“. Es handelt sich dabei um ein System für die Kommunikation unter Spielern. Es bietet die Möglichkeit andere Spieler anzurufen oder mit mehreren Spielern sich in Konferenzräumen auszutauschen. StiTz ist nicht zwingend notwendig für das Spiel. Es basiert auf Asterisk.

## Kommunikator
Der Kommunikator ist das Programm, dass vom Spieler heruntergeladen werden muss. Er dient zur Kommunikation zwischen Client und Server. Es handelt sich dabei um eine Java Web Start Anwendung. Damit der Kommunikator ausgeführt werden kann, muss Java 8 auf dem Gerät installiert sein. Ein Spiel kann nur gestartet werden wenn auf dem Client der Kommunikator läuft. Der Kommunikator schafft seit der Version 5, welche am 22. April 2016 veröffentlicht wurde, eine von Java Applets unabhängige Lösung.